# Microsoft Access
A Microsoft Access a Microsoft által fejlesztett relációs adatbázis-kezelő rendszer. Grafikus felhasználói felületet ad a Microsoft Jet adatbáziskezelő motorhoz és ODBC adatforrásokhoz, lehetővé teszi táblák, lekérdezések, űrlapok és jelentések készítését, valamint programozási lehetőségeket biztosít. A Microsoft Office irodai alkalmazáscsomag része.
Hasonlóan a többi Office alkalmazáshoz, az Access támogatja a Visual Basic for Applications (VBA) programozási felületet. Az adatbázisokat saját fájlformátumában tárolja, valamint lehetővé teszi a külső formátumokból történő importálást.
Az Access a grafikus felhasználói felület segítségével nem csak programozók, hanem szoftverfejlesztési ismeretekkel nem rendelkezők számára is lehetővé teszi adatbázisok, illetve az űrlapok és jelentések segítségével alkalmazások készítését.

## Történet

### Omega
A Microsoft az 1980-as évek elején nem rendelkezett saját fejlesztésű adatbázis-kezelő rendszerrel. Az Omega névre keresztelt, relációs adatbázis-kezelő rendszer létrehozását célzó projekt az évtized második felében indult. A szintén akkoriban készülő Microsoft SQL Server első verziójának kezelőfelületeként is elképzelt programhoz makró-programozási felületet is terveztek. A tervek szerint 1990-ben adták volna ki a rendszert, de erre végül nem került sor, mert az elvárt minőségi követelmények nem felelt meg: erőforrás-igényes volt, az akkoriban elérhető 386-os processzorokon lassan futott. A rendszer kifejlesztett elemei közül később többet beépítettek az akkor Cirrus kódnéven futó fejlesztési projektbe. A Cirrus lett végül az Access.

### Cirrus
Az Omega kudarca után a fejlesztők egy részét a Cirrus projekthez rendelték, amelynek deklarált célja volt a Paradox és dBase adatbázis-kezelő rendszerek Windows alapú vetélytársának létrehozása. A Microsoft akkoriban vásárolta fel a FoxPrót, és voltak olyan pletykák, hogy ez a rendszer fogja lecserélni a már régóta késlekedő Cirrust. Ez nem történt meg, a Cirrus fejlesztése folytatódott. 1992 nyarán fejlesztői körben kiadták a Cirrus első változatát, és a rendszer megkapta végleges nevét, az Accesst. Érdekesség, hogy az Access név egy korábbi Microsoft termék, egy terminál-emulátor elnevezése is volt.

### Access
Az Access első verzióját 1992 végén dobták piacra. Fél évvel később, 1993-ban kiadták az 1.1 verziószámú változatot, amelyben fejlesztették az Office termékcsalád többi tagjával való kompatibilitást, és bemutatták a programozási interfészt, amely az ACCESS BASIC nevet viselte.
A Microsoft Windows 3.1 megjelenésével egy időben új Office csomag is készült, amely már a 2.0 verziószámú Accesst tartalmazta. A program megfelelő teljesítményt nyújtott kisebb vállalkozások adatkezelési problémáinak megoldására, bár meglehetősen erőforrás-igényes volt.
Az első 32 bites verzió, az Access 95 a Windows 95 megjelenésével együtt került piacra, 1995-ben, teljesen megújult kezelőfelülettel. Nem volt népszerű, az új architektúrával kapcsolatos akadályokat sem a Microsoft JET, sem maga az Access nem vette könnyedén: lassú és hibás verzió volt. Ebben a verzióban mutatkozott be a Visual Basic for Applications (VBA) programozási interfész is.
Az Access 97, amely az Office 97 programcsomag részeként, 1997-ben jelent meg, kijavította az elődje hibáit, és népszerű alkalmazássá vált.
Az Access 2000 megjelenésével új fájlformátum mutatkozott be, a korábbi verziókkal készült adatbázisokat beépített konvertálási lehetőséggel lehetett beemelni. Ebben a verzióban jelent meg először a webes integrálási lehetőség – ez a gyakorlatban HTML formátumú jelentések készítési lehetőségét takarta, illetve a más adatbázis-kezelő rendszerekhez történő csatlakozási lehetőséget is. Az Access 2000 fontos újításokat tartalmazott, és sokáig aktív használatban maradt.
Az Access fejlesztése az Office termékcsalád többi tagjával párhuzamosan folytatódott. 2002-ben és 2003-ban csak apróbb módosításokat tartalmazó verziók jelentek meg, majd 2007-ben a rendszer a termékcsalád többi tagjához hasonlóan új, szalagos interfészt kapott. Ebben a verzióban mutatkozott be egy újabb fájlformátum, az ACCDB, és két új adattípus, a multi-value és a melléklet.
A 2010-es verzió kisebb frissítést jelentett, kiemelhető újdonsága a Microsoft SharePoint integráció.
Az Access 2013 a felújított kezelőfelület mellett ismét a SharePoint integrációval együtt megvalósítható webes alkalmazások készítését tette lehetővé a felhasználó számára, emellett számos kisebb-nagyobb, fejlesztést könnyítő módosítást tartalmazott.

## Felhasználási kör

### Adatbázis
Az Access adatbázis-kiszolgálóként alkalmazható szoftverfejlesztési projektek részeként. Az adatbázis tervezéséhez grafikus felhasználói felületet biztosít, létrehozható segítségével kapcsolati diagram, a táblák és lekérdezések tervezéséhez többféle eszközt biztosít. A táblák szerkezete kialakítható egy táblázatos formátum kitöltésével, varázslóval, de rendelkezésre áll SQL szerkesztő is. A lekérdezések elkészíthetőek szintén SQL nyelven, vagy varázslóval. A rendszer kereszttáblás lekérdezések elkészítését is támogatja. Az adattípusok a megcélzott felhasználói körhöz illeszkednek, főkategóriákba rendezettek. Az adatbázis támogatja a hivatkozási integritás megőrzését, és lehetővé teszi a kaszkádolt törlést és frissítést. Az indexek szintén a funkcionalitás részét képezik.
Az Access fájlszerver alapú adatbázis-kezelő, a tranzakciók, tárolt eljárások készítését nem támogatja. Triggerek a 2010-es verziótól kezdve készíthetőek.
A tervezési munka segítése érdekében rendelkezésre állnak adatbázis- és táblaminták.
Az Access segítségével többfelhasználós rendszerek is készíthetőek, azaz támogatja a hálózatos használatot.

### Alkalmazás-interfész
Az Access alkalmazáskészítéshez használható egységei felhasználhatók más adatbázissal vagy adatbázisokkal történő együttműködésben. A külső adatforrások importálása mellett csatolásra is lehetőség van az ODBC felületen keresztül.

### Webalkalmazások, SharePoint együttműködés
Az ASP.NET Web Forms együttműködik az Access adatbázisokkal.
Az Access 2010-től kezdve a rendszer lehetővé teszi a Microsoft SharePointtal való együttműködést, így a felhasználók webböngésző segítségével is végezhetnek műveleteket az adatbázissal kapcsolatban.

### Microsoft Access Runtime
A Microsoft Access Runtime segítségével olyan felhasználók is képesek a programmal előállított alkalmazások és adatbázisok használatára, akik egyébként nem rendelkeznek licenccel. A Microsoft Access Runtime ingyenes, azzal a megkötéssel, hogy felhasználói nem tudják módosítani sem az adatbázist, sem pedig az alkalmazás olyan elemeit, mint például a kód, a makrók, az űrlapok és a jelentések.

## Funkciók

### Táblák
Az Accessben SQL paranccsal, táblatervezővel és varázslóval is létrehozható tábla. A táblák tervezése általában a „Táblatervező” nevű nézetben történik. Itt fel kell sorolni a táblában elhelyezni kívánt mezőket, meghatározni a tábla elsődleges kulcsát. Mivel az Access egyben alkalmazástervező is, ezért helyben van lehetőség a más táblákkal történő kapcsolatok definiálására, azaz a tervező nézetben határozhatjuk meg, hogy egy adott oszlopban egy idegen kulcs helyén az adatbeviteli nézetben ne egy kód, hanem az idegen táblából származó megnevezés jelenjen meg.
A táblatervezés során lehetőség van a bevitelre szolgáló eszköz megadására, például meghatározhatjuk, hogy egy logikai (Igen/Nem) jellegű mezőnél az alkalmazás felhasználója jelölőnégyzetet vagy legördülő mezőt lásson. Ugyanitt állíthatjuk be a különféle megkötéseket, szabályokat, az értékmegadás kötelezőségét, érvényesítési szabályokat, az érték megjelenítése során alkalmazni kívánt vertikális igazítást, és számos hasonló dolgot.

### Kapcsolatok
Az Accessben grafikus segítséggel lehet definiálni a táblák közötti kapcsolatokat. A hivatkozási integritás, valamit a kaszkádolt törlés és frissítés megoldott a rendszerben.

### Lekérdezések
Az Accessben SQL nyelven, lekérdezés-tervezővel vagy varázslóval készíthetők lekérdezések. Az SQL nézetben SQL nyelven adhatjuk meg a lekérdezni kívánt adatok körét. Az Acessben alkalmazható SQL nyelvjárás nem teljesen szabványos, néhány parancs a megszokottól eltérő módon érhető el. Fontos megemlíteni a paraméterezett lekérdezések használatának lehetőségét, azaz készíthető úgy lekérdezés, hogy annak valamely szűrőfeltételét vagy -feltételeit a végfelhasználó adja meg. Az SQL nézet a lekérdezés-tervezőn keresztül érhető el.
A lekérdezés-tervezőben egy táblázat kitöltésével lehet definiálni a lekérdezni kívánt adatok körét.
A lekérdezés-tervező használata mellett lehetőség van a lekérdezés varázsló használatára, amely többlépéses módszerrel támogatja a lekérdezés létrehozását.
A lekérdezéseket a táblákhoz hasonlóan elmenti a rendszer – ez hasonló az adatbáziskezelő-rendszerekben használt nézettáblákhoz –, és rájuk alapozva újabb lekérdezések készíthetőek.

### Kereszttáblás lekérdezések
A kereszttáblás lekérdezések a Microsoft Excelben használatos pivot elrendezésű táblázatokat jelentik. Az Access egy varázsló jellegű felülettel támogatja létrehozásukat.

### Makrók
Az Accessben a makró fogalma kicsit különbözik a más Office termékekben megszokottól: míg a Microsoft Excelben a makrót többnyire makrórögzítő segítségével rögzítik, esetleg VBA segítségével szerkesztik az elvárásoknak megfelelően, addig Accessben a makró mindenképpen valamilyen előre definiált műveletet jelent, rögzítési lehetőség nincs, a kódszerkesztőben nem érhető el a forráskód. A makrókészítés egyfajta leegyszerűsített programozásnak fogható fel. Megadható, milyen objektummal, milyen műveletet végezzen a rendszer, és a makrók futtatását különféle eseményekhez rendelheti a felhasználó.

### VBA
A Visual Basic for Applications (VBA) interfész a többi Office termékhez hasonlóan elérhető az Accessben is. Ezzel az eszközzel programozásban jártas felhasználók makróhasználat helyett VBA kódot adhatnak az adatbázishoz.  Hasonlóan a makrókhoz, a VBA kód segítségével különféle űrlapokon és jelentéseken elhelyezett vezérlőeszközök eseményeihez készíthető programkód, mint például egy ablak megjelenése, bezáródása, vagy egy kattintás egy gombon vagy más vezérlőelemen.

### Űrlapok
Az űrlapok a programon belül definiált, adatbevitelt segítő ablakok. Az ablakokon szokványos Windows vezérlőeszközök helyezhetőek el, például gomb, beviteli mező. Az egyes elemekhez események rendelhetőek, amelyek hatására makrók vagy VBA kódok futtathatók.
Az űrlapok közül megadható egy kezdőoldal, amely az adatbázis megnyitásakor automatikusan megjelenik.

### Jelentések
Az Access támogatja az adatok jelentésekben való megjelenítését. A jelentések nyomtatási elrendezésben megjelenő dokumentumok, amelyeket a felhasználó maga definiálhat. A jelentések kinyomtathatók, e-mailhez csatolhatók. A tervezés során a jelentés teljesen testre szabható, választható egyszerű, vagy csoportosított elrendezés.

### Külső adatforrások használata
Az Accessbe importálhatóak külső adatok szövegfájlból, Excel adatállományból, XML-ből, vagy szabványos ODBC adatforrásból. Az ODBC adatforrások esetén az import mellett választható a csatolás is, ebben az esetben kétirányú kapcsolat jön létre a forrásban megadott adatbázissal, anélkül, hogy azt Access formátumba kellene konvertálni. A 2010-es változat óta a szoftver lehetőséget ad SharePoint szolgáltatásokkal való adatcserére is.

### Parancssori kapcsolók
A végfelhasználók számára az Access környezet elindításával definiálhatóak parancssori kapcsolók, amelynek segítségével a program automatikus műveleteket hajt végre elinduláskor, például megnyit egy fájlt.

## Fájltípusok
Az Access a következő fájltípusokat használja.
| Formátum neve                                                                             | Kiterjesztés |
| ----------------------------------------------------------------------------------------- | ------------ |
| Projektfájl, lefordított VBA kódokkal (az Access 2013 nem támogatja)                      | .ade         |
| Projektfájl, lefordított VBA kódokkal (az Access 2013 nem támogatja)                      | .adp         |
| Projekt sablon                                                                            | .adn         |
| Access 2007 adatbázis                                                                     | .accdb       |
| Access adatbázis futásidejű módban (Access 2007)                                          | .accdr       |
| Access adatbázis sablon (2007)                                                            | .accdt       |
| Access 2007 bővítmény                                                                     | .accda       |
| Access adatbázis (2003 vagy megelőző verzió)                                              | .mdb         |
| Access adatbázis (Pocket Access, Windows CE)                                              | .cdb         |
| Access adatbázis, bővítményekhez (2,95,97 verziók), korábban csoportmunkához (2.0 verzió) | .mda         |
| Access üres adatbázis sablon (2003 és korábbi verziók)                                    | .mdn         |
| Access adatbővítmény (2003 és korábbi verziók)                                            | .mdt         |
| Access munkacsoportfájlok                                                                 | .mdw         |
| Access (SQL Server) lecsatolt adatbázis (verzió: 2000)                                    | .mdf         |
| Access adatbázis, lefordított makrókkal (verzió: 2003 és korábbi)                         | .mde         |
| Access adatbázis, lefordított makrókkal (verzió: 2007)                                    | .accde       |
| Windows parancsikon: Access makró                                                         | .mam         |
| Windows parancsikon: Access lekérdezés                                                    | .maq         |
| Windows parancsikon: Access jelentés                                                      | .mar         |
| Windows parancsikon: Access tábla                                                         | .mat         |
| Windows parancsikon: Access űrlap                                                         | .maf         |
| Access zárolási állományok (.mdb-hez kapcsolódó)                                          | .ldb         |
| Access zárolási állományok (.accdb-hez kapcsolódó)                                        | .laccdb      |

## Összehasonlítás más adatbázis-kezelő rendszerekkel

### Kliens-szerver architektúra
Az Access alternatíváinak számba vételekor érdemes figyelembe venni azt a szempontot, hogy a fájlalapú és a kliens-szerver architektúrájú adatbázis-kezelők más felhasználási célból készültek, és voltaképpen nem tekinthetőek valódi versenytársaknak. Az architektúrák eltérése eleve meghatározza a felhasználási környezetet és korlátokat. Az adatok írása fájlmegosztás útján történik, nincs tranzakció-kezelés, így a megbízhatóság, különösen többfelhasználós környezetben, alacsonyabb. A kezelt adatok mennyisége alapvetően meghatározza az alkalmazás sebességét.
Az Access és a hasonló kategóriájú adatbázis-kezelők előnyei inkább az adatbázis köré épített eszközökben keresendőek, amelyek csökkentik a költségeket, ha a feladat lehetővé teszi felhasználásukat.

### Más irodai programcsomagok
Az Access versenytársai többnyire egyéb irodai programcsomagokban foglalnak helyet: található hasonló szoftver az Apache OpenOffice-ban és a LibreOffice-ban is. A funkciók többnyire hasonlók. Az Access ellen szól, hogy a teljes verzió nem ingyenes, és csak Windowson elérhető. Mellette, hogy régebben létező és támogatott alkalmazás, szoros integrációval a Microsoft intranetes megoldásaival és irodai alkalmazásaival.